# Saint Clair (fiume)
Il fiume Saint Clair è un fiume dell'America Settentrionale, che scorre per 64 km verso sud tra il lago Huron e il lago Saint Clair, lungo il confine tra lo Stato dell'Ontario (Canada) e quello del Michigan (Stati Uniti).
Il fiume, con i suoi canali navigabili, è un'importante via di comunicazione per imbarcazioni mercantili tra la zona alta e quella bassa dei Grandi Laghi.
Sul St. Clair passa anche un ponte stradale e ferroviario che collega le città di Port Huron (Stati Uniti) e Point Edward (Canada, Ontario).

## Isole
Nel fiume St. Clair vi sono alcune isole:
- Stag Island è situata tra Corunna e Marysville. L'isola ospita attualmente più di 100 case di proprietà sia dai cittadini americani e canadesi.

- Fawn Island vicina a Port Lambton e Marine City. Ci sono oltre 50 cottage sull'isola, tutti accessibili tramite due canali dell'isola.

- Walpole Island, Seaway, Bassett, Squirrel, Pottowatamie, St. Anne, Dickinson, Russell Island e Harsens Island, situate nel punto dove il St. Clair si immette nel Lago St. Clair, nei pressi di Algonac; queste isole formano il delta del fiume.

## Attraversamenti
Questa è una lista di ponti e altri attraversamenti del fiume St. Clair dal lago di St. Clair a monte al lago Huron.
| Denominazione                        | Tipologia                 | Luogo                                                                                             | Coordinate                |
| ------------------------------------ | ------------------------- | ------------------------------------------------------------------------------------------------- | ------------------------- |
| Walpole Island Bridge                | County Road 32            | Chatham-Kent Municipality and Walpole Island, Ontario (attraversa il Chenal Ecarte del St. Clair) | 42°35′34.4″N 82°28′27.7″W |
| Harsens Island Ferry                 | Cars and passengers       | Algonac, Michigan e Harsens Island, Michigan (attraversa il Canale del Nord del St. Clair)        | 42°36′57.4″N 82°33′38.9″W |
| Russell Island Ferry                 | solo i passeggeri         | Algonac, Michigan e Russell Island, Michigan                                                      | 42°37′07.2″N 82°31′47.9″W |
| Walpole-Algonac Ferry                | Auto e passeggeri         | Algonac, Michigan e Walpole Island, Ontario                                                       | 42°37′01.6″N 82°31′17.6″W |
| Sombra-Marine City (Bluewater) Ferry | Auto e passeggeri         | Marine City, Michigan e Sombra, Ontario                                                           | 42°42′46.4″N 82°29′13.3″W |
| St. Clair Tunnel                     | Canadian National Railway | Port Huron, Michigan e Sarnia, Ontario                                                            | 42°57′34.2″N 82°25′19″W   |
| Blue Water Bridge                    | I-94 / I-69               | Port Huron, Michigan e Sarnia, Ontario                                                            | 42°59′55.1″N 82°25′23.9″W |